# Stazione di Mochimune
La stazione di Mochimune (用宗駅 Mochimune-eki?) è una stazione situata nel quartiere di Suruga-ku della città di Shizuoka, nella prefettura omonima in Giappone. La stazione è servita dalla linea principale Tōkaidō della JR Central.

## Linee
JR Central
■ Linea principale Tōkaidō

## Caratteristiche
La stazione di Mochimune possiede un marciapiede laterale e uno a isola serventi tre binari in superficie, ed è dotata di tornelli automatici di accesso ai binari che supportano la tariffazione elettronica TOICA.
| 1   | ■ Linea principale Tōkaidō | per Kakegawa, Hamamatsu e Toyohashi   |
| 2-3 | ■ Linea principale Tōkaidō | per Shizuoka, Atami, Yokohama e Tokyo |

## Stazioni adiacenti
| «                                     | Servizio                              | »                                     |
| Linea principale Tōkaidō (JR Central) | Linea principale Tōkaidō (JR Central) | Linea principale Tōkaidō (JR Central) |
| ------------------------------------- | ------------------------------------- | ------------------------------------- |
| Abekawa                               | Locale                                | Yaizu                                 |
| L'Homeliner non ferma                 |                                       |                                       |